# Roser Marcé
Roser Marcé (Sant Pere Molanta, Barcelona, 1947) es una diseñadora de moda española. Es una de las pioneras del prêt-à-porter en España.

## Trayectoria
Desde los nueve años Marcé ya mostró interés por la ropa y aprendió a realizar sus primeros diseños de la mano de su profesora de piano que también daba clases de corte y confección, quien le enseñó, a través del diseño de un sencillo traje de baño, la importancia de conocer el cuerpo humano. Cursó estudios de Bellas Artes en la Universidad de Barcelona. A los veintitrés años presentó su primera colección y un año después inauguró su primer despacho con una colección permanente. 
En 1977, realizó su primer desfile para prensa y compradores. Tras presentar sus modelos en la Feria de Dusseldorf de 1979, se convirtió en una de las primeras exportadoras de moda de España en Europa, comenzando a vender sus creaciones en numerosos países como Bélgica, Holanda, Francia, Inglaterra y Alemania. En 1984, empezó a exportar sus creaciones a Estados Unidos desde París. Inicialmente centrada exclusivamente en la moda femenina, en 1985 presentó su primera colección masculina en el Salón Gaudi. Los grandes almacenes británicos Harrods han sido su gran cliente internacional.
En los años 70, formó parte de la élite del diseño español y obtuvo gran proyección internacional. Sus criterios de creación incluían la selección de tejidos, la precisión en la confección y la atención a los detalles que distinguen una prenda. En los años 80, tuvo una gran popularidad en Barcelona, momento en el que se abrían espacios culturales y salas de exposiciones, donde se entrevistaba a gestores culturales, directores teatrales y arquitectos. Surgieron expresiones relacionadas con el diseño y la fotografía como “¿Diseñas o trabajas?”, así como referencias a las industrias culturales y a creadores que desarrollaban su trabajo a nivel internacional. Marcé fue la descubridora de la actriz y modelo internacional Inés Sastre cuando ésta contaba con solo 14 años.
Participó en la exposición Sabadell Teixeix donde compartió espacio con referentes de la alta costura como Cristóbal Balenciaga, Manuel Pertegaz, Pedro Rodríguez, Santa Eulalia, Dique Flotante, Pedro Rovira, Carmen Mir o Rosser, y del prêt-à-porter, con las firmas de Margarita Nuez, Teresa Ramallal, Isabel de Pedro o Giorgio Armani, Ralph Lauren y Romeo Gigli, entre otros, o de sastres también internacionales como Toni Miró o Ermenegildo Zegna.
Alguna de sus creaciones ha formado parte de momento icónicos, como la gabardina que lució Pasqual Maragall durante los Juegos Olímpicos de Barcelona 1992.
En la presentación de su colección de primavera-verano de 2024 une moda y danza reflejando su filosofía en el diseño de prendas que invitan a la libertad y la expresión personal.